# Iota Ceti

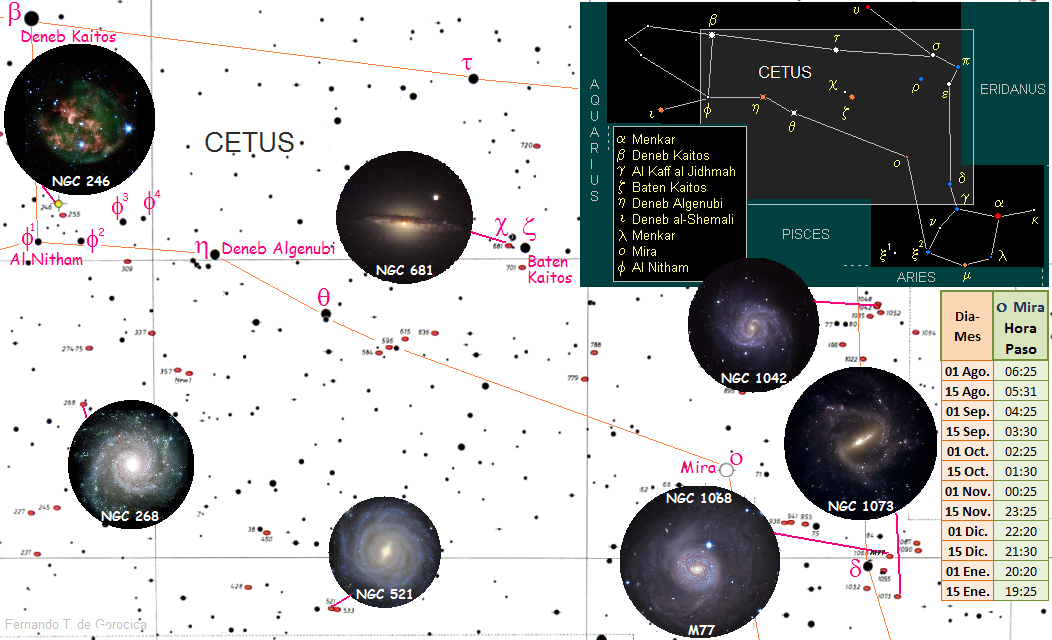
Constelación

Iota Ceti (ι Cet / ι Ceti) es una estrella de la constelación de Cetus. Tiene el nombre tradicional de Deneb Kaitos Shemali.
Iota Ceti pertenece a la clase espectral K1.5III y tiene una magnitud aparente de 3,56. Está a aproximadamente 280 años luz de la Tierra.
- Coordenadas (J2000.0 equinoccio)
- Ascensión Recta: 0h19m25.70s
- Declinación: -08 ° 49'26 .0 "